# Одиниця з обманом (фільм)
«Одиниця „з обманом“» — радянський художній фільм 1984 року, знятий режисером Андрієм Праченком на Кіностудії ім. О. Довженка.

## Сюжет
За мотивами однойменної повісті Всеволода Нестайка. Герої комедії — шестикласники, серед яких є свій вигадник, задира, «макаронина», перша красуня та стурбована сенсом життя Ляля Іванова, яка й поставила перед класом завдання першорядної важливості: виростити всім колективом чемпіона школи з плавання.

## У ролях
- Олена Борзунова — Ляля Іванова, староста класу
- Олена Зайцева — Ніна Макаренко, «Макаронина», найвища дівчинка у класі
- Олег Кропот — Вітька Онищенко, учень 6-Б класу, стрибун у воду
- Саша Шиш — Юрка Дяченка, «Фігура»
- Юля Ананьєва — Логвиненко, заступник старости
- Альоша Корсунський — Ігор Дмитрієв, «Дмитруха»
- Дмитро Праченко — Олег Коваленко, учень іншої школи, стрибун у воду з трампліна, суперник Вітьки
- Ольга Прох — Тася
- Олег Козлов — Ярік
- Катерина Дурова — Ельвіра Борисівна, піонерводжата
- Валентина Івашова — Марія Василівна, вчителька математики
- Віктор Демерташ — тренер з плавання та стрибків у воду
- Є. Абакшина — епізод
- Є. Астахова — епізод
- Є. Афоніна — епізод
- Є. Башкатова — епізод
- А. Буніатян — епізод
- А. Гапонов — епізод
- Н. Гапонова — епізод
- Ю. Голубенко — епізод
- Т. Грінченко — епізод
- К. Жук — епізод
- А. Івахно — епізод
- П. Кайдаш — епізод
- О. Кобзаренко — епізод
- А. Коваленко — епізод
- М. Кожикіна — епізод
- В. Курносенко — епізод
- В. Левченко — епізод
- М. Медведчук — епізод
- О. Москаленко — епізод
- О. Папієнко — епізод
- А. Пукалов — епізод
- Є. Співак — епізод
- С. Філімонова — епізод
- Ю. Халізов — епізод
- В'ячеслав Ходченко — епізод
- Т. Чигрин — епізод
- В. Шубінський — епізод
- В. Шуляк — епізод
- Неоніла Гнеповська — бабуся Тасі
- Георгій Дворников — епізод
- Олександр Мовчан — тато Дмитрухи
- Микола Олійник — епізод
- Людмила Сосюра — епізод
- Юра Знайко — епізод
- Катя Катюшина — епізод
- Катерина Праченко — епізод
- Саша Сунцов — епізод
- Олена Хміль — епізод

## Знімальна група
- Сценарист: Олександр Гусельников
- Режисер-постановник: Андрій Праченко
- Оператор-постановник: Василь Курач
- Художник-постановник: Лариса Жилко
- Композитор: Вадим Храпачов
- Режисер: Анатолій Кучеренко
- Оператори: Г. Красноус, В'ячеслав Онищенко
- Звукооператор: Наталя Домбругова
- Режисер монтажу: В. Ареф'єва
- Художник по костюмах: П. Коротенко
- Художник по гриму: Ю. Клименко
- Художник-декоратор: Б. Тюлебаєв
- Оператор комбінованих зйомок: Ю. Андреєв
- Редактор: Катерина Шандибіна
- Директор картини: Жанна Слупська